# Puerto de Wakhjir
El puerto de Wakhjir (en pastún: کوتل وجیر‎, romanizado: Kōtal-e Wāḫǧīr) también transcrito como puerto de Vakhjir, es un puerto o paso de montaña sobre la cordillera del Pamir en el extremo oriental del corredor de Wakhan, es el único paso potencialmente transitable entre Afganistán y China en la época actual. Enlaza Wakhan (Afganistán) con el condado autónomo de Tashkurgán en Sinkiang (China), a una altitud de 4923 metros, pero el puerto no es un paso de frontera oficial. La frontera tiene la diferencia horaria más amplia de todo el mundo (UTC+4:30 en Afganistán a UTC+8, en China). China se refiere al paso como «paso sur de Wakhjir» (en chino, 南瓦根基达坂), ya que hay un paso norte del lado chino.

## Descripción
No hay ninguna carretera que atraviese el puerto. En el lado afgano la carretera más cercana es un camino desigual a Sarhad-e Wakhan (también conocido como Sarhad-e Broghil), en torno a unos 100 km desde el paso de caminos. En el lado chino hay una pista de jeep a unos 15 km del paso, que lleva a través de Taghdumbash Pamir a la carretera del Karakórum 80 km más allá. En el verano de 2009 el Ministerio chino de Defensa comenzó la construcción de una nueva carretera a 10 km de la frontera, para uso de los guardias fronterizos. El puerto permanece cerrado al menos cinco meses cada año, coincidiendo con el tiempo de congelamiento, y se abre irregularmente el resto del año.
El valle que domina el entorno del paso se singulariza dependiendo el lugar de frontera: del lado afgano se llama Pamir Wakhan, localizado al sudoeste. Y del lado chino Pamir Taghdumbash al nordeste. El único poblado al que se tiene acceso durante su recorrido es Baza'i Gonbad, en el mismo distrito de Wakhan, antes de cruzar la frontera.
Justo debajo del puerto, en el lado afgano, hay una cueva de hielo a una altitud de 4554 metros. Esta es la fuente del río Wakhjir, que fluye en última instancia hasta el Amu Daria (u Oxus). Por ello, la cueva se reivindica como una fuente del Amu Daria.

## Historia
El terreno es muy difícil, aunque Aurel Stein informó que los accesos inmediatos al puerto fueron "muy fáciles". Hay pocos registros de cruces exitosos por parte de extranjeros. Históricamente, el puerto era una ruta comercial entre Badajshán y Yarkand utilizado por los comerciantes de Bajaor (un áreas tribales de Pakistán). Parece que Marco Polo llegó de esta manera, aunque no mencionó el puerto por su nombre. El sacerdote jesuita Benedicto Gómez entró desde Wakhan a China entre 1602 y 1606. Los siguientes relatos son de la época del Gran Juego en el siglo XIX. En 1868, un experto topógrafo indio conocido como Mirza, trabajando para el Gran Proyecto de Topografía Trigonométrica de la India, cruzó el puerto. Hubo nuevos cruces en 1874 por el capitán T.E. Gordon del ejército británico, en 1891 por Francis Younghusband, y en 1894 por George Curzon. En mayo de 1906 Sir Aurel Stein cruzó e informó de que en ese momento el puerto era utilizado por solo 100 ponis cargando mercancía por trayecto al año. Desde entonces, el único occidental que han cruzado el paso parece haber sido H.W. Tilman en 1947.
En 1895 el puerto fue establecido como frontera entre China y Afganistán en un acuerdo entre británicos y rusos, aunque los chinos y los afganos no estuvieron de acuerdo en la frontera hasta 1963.
Se cree que en tiempos recientes el puerto es usado como ruta de baja intensidad de droga, usada para transportar opio hecho en Afganistán a China.